# Golden State Automobile Company
Golden State Automobile Company war ein US-amerikanischer Hersteller von Automobilen.

## Unternehmensgeschichte
Das Unternehmen wurde 1902 gegründet. H. M. Barngrover war Präsident, George H. Voss Sekretär und H. W. Lupton Manager. Der Sitz war in San José in Kalifornien. Sie bezogen das Werk, in dem vorher Fahrzeuge von Christman gefertigt wurden. Sie begannen mit der Produktion von Automobilen. Der Markenname lautete Golden State. 1903 endete die Produktion. Als Autowerkstatt war das Unternehmen noch einige Zeit aktiv.
Es gab keine Verbindung zur Golden State Motor Car Company, die wenig später den gleichen Markennamen benutzte.

## Fahrzeuge
Im Angebot stand nur ein Modell. Der Zweizylindermotor mit 8 PS Leistung kam von der Brennan Motor Manufacturing Company. Für das Friktionsgetriebe wird der Name Lupton genannt. Es ist unklar, ob das auf den Manager oder auf den Zulieferer zurückgeht. Den Schalldämpfer lieferte Christman. Die offene Karosserie bot Platz für zwei Personen. Gelenkt wurde mit einem Lenkhebel. Die Räder waren Drahtspeichenräder.